# Саратовский Мариинский институт благородных девиц
Саратовский Мариинский институт благородных девиц — женское образовательное учреждение (институт благородных девиц) Российской империи. За время своего существования институт окончили около 1200 воспитанниц за 56 выпусков. 
Ныне средняя школа № 95.

## История
В декабре 1839 года на губернском съезде саратовского дворянства было принято постановление об учреждении института «для образования и воспитания недостаточных дворянских детей за счёт сумм, пожертвованных дворянством». В этом же документе содержалось обращение к Великой княжне Марии Николаевне с просьбой принять под своё покровительство вновь создаваемое учебное учреждение.
При участии Саратовского губернатора Дмитрия Яковлевича Власова и Министра внутренних дел Российской империи графа Александра Григорьевича Строганова постановление саратовского дворянства было завизировано, и тем самым было положено начало новому институту.
Начался сбор денег, продолжавшийся до начала 1850-х годов. Первоначально институт планировали разместить в бывшей усадьбе А. Д. Панчулидзева. Но впоследствии от этой идеи отказались из-за ветхости существующего здания и было принято решение на его месте построить новое каменное здание. Проект его был заказан столичному архитектору П. С. Плавову; при его реализации проект института был несколько упрощён и удешевлён саратовским губернским архитектором Г. В. Петровым. В 1854 году подряд на строительство взял саратовский купец первой гильдии Василий Викулович Гудков совместно со своей матерью Пелагеей Мнемоновной, которые обязались полностью подготовить здание к весне 1858 года.

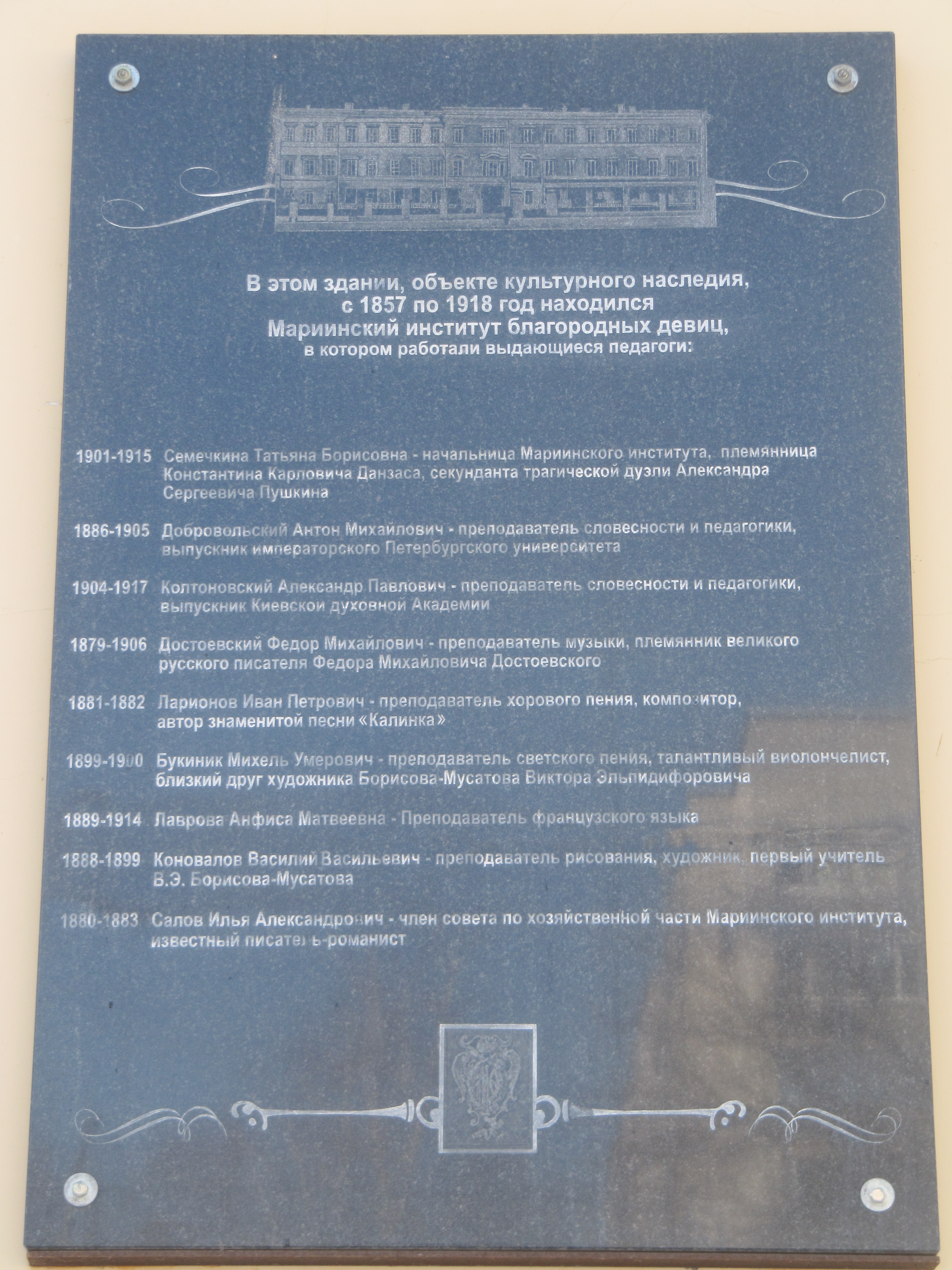

На торжественном открытии института присутствовали важные и почётные члены саратовского общества. Освящение учебного заведения с молебном совершил епископ Саратовский Афанасий Дроздов. Первоначально обучение в Саратовском институте благородных девиц длилось шесть лет; в 1875 году срок обучения был увеличен до семи лет. Интересно, что старший (выпускной) класс именовался первым, а начальный — седьмым.
К осени 1857 года, раньше обещанной даты, было построено новое институтское здание, и 23 сентября состоялся перевод института из наёмного дома Челюсткиной в новые помещения, где он проработал до 1918 года. Первый выпуск воспитанниц в новом здании состоялся в 1860 году.
Саратовский институт благородных девиц на протяжении своего существования содержался за счёт разных средств. Главным источником были проценты с основного капитала в 300 000 рублей, собранных по постановлению Саратовского дворянства. Дополнительно к процентным суммам институт имел ежегодные поступления от частных лиц и доходы от сдачи в аренду пожертвованной институту земли. В пользу института поступали частные пожертвования, также значительную сумму составляла оплата за обучение. Саратовский помещик, отставной майор Сергей Васильевич Колычев, согласно своему завещанию, оставил большой земельный надел в Балашовском уезде, чтобы употреблять вырученные за его аренду средства на воспитание и образование недостаточных выходцев из дворянской среды.
В институте существовали стипендии для самых успешных воспитанниц: стипендия имени саратовского губернатора В. А. Щербатова, стипендия имени императора Николая I, стипендии Отечественной войны 1812 года, стипендия в честь 300-летия дома Романовых, стипендия имени графа Н. А. Протасова-Бахметева, стипендия дворянки Камиллы Ивановны Радищевой (вдова сына А. Н. Радищева) и многие другие.
Последний выпуск в институте благородных девиц состоялся в 1917/18 учебном году, после чего он был закрыт.

## Начальницы института
С 8 июля 1854 года исправляющей должность начальницы Саратовскаго института была вдова подполковника из Полтавы Ольга Ивановна фон Швенцон — до своей смерти 29 марта 1856 года; при ней состоялось открытие института (10 октября 1854) и была устроена институтская церковь во имя Св. мученицы Царицы Александры.
В 1856—1871 годах должность начальницы занимала Лидия Карловна Эрнст; была назначена исправляющей должность начальницы 26 апреля 1856 года, утверждена в должности 13 марта 1858 года и служила по 15 декабря 1871 года, когда была уволена, по прошению, с пенсией в 760 рублей; при ней была закончена постройка главного корпуса, куда 23 сентября 1857 года перемещён институт, который в 1862 году из трёхклассного стал шестиклассным. Позже, Л. К. Эрнст была начальницей Мариинского Донского института в Новочеркасске (1872—1883) и Киевского института благородных девиц (1883—1892).
С 25 декабря 1871 по 12 апреля 1880 года начальницей института была вдова генерал-лейтенанта М. М. фон-Рейтерн Ольга Карловна Рейтерн; в 1880 году была перемещена в Москву — начальницей Николаевского сиротского института; при ней в 1875 году институт стал семиклассным.
На место Рейтерн из Москвы, прибыла главная воспитательница малолетнего отделения Николаевского института княжна Наталия Сергеевна Горчакова, которая занимала должность Саратовского института с 19 апреля 1880 года по 14 июля 1882 года, когда получила назначение начальницей Московского Елизаветинского института.
Вдова полковника Надежда Павловна Загоскина (урожд. Томара) была начальницей института с 11 августа 1882 года и вышла в отставку 7 декабря 1900 года; умерла в Нижнем Новгороде 18 февраля 1916 года.
С 18 января 1901 года начальницей института была назначена Татьяна Борисовна Семечкина — вдова капитана 1-го ранга Л. П. Семечкина и дочь Б. К. Данзаса.

## Здания институтского комплекса
Главный институтский корпус располагался в усадьбе площадью более восьми гектар. Территория собственно института была обнесена каменной оградой высотой два с небольшим метра.
На первом этаже главного корпуса размещались квартира начальницы, швейцарская, рисовальный класс и библиотека, служившая также и учительской комнатой. В пристройке первого этажа находился лазарет (построен в 1893 году). На втором этаже — актовый зал, рекреационный зал, музыкальная комната, приёмная и все семь учебных классов института. На третьем этаже находились дортуары (спальные комнаты), туалетные комнаты, две квартиры для классных дам и пепиньерская комната. Пепиньерский класс Саратовского Мариинского института благородных девиц — это класс, набранный из числа воспитанниц, готовящихся к деятельности воспитательниц в начальных и средних школах. Занятия пепиньерок включали теоретические и практические курсы, заключающиеся в помощи классным дамам и учителям, работе с отстающими воспитанницами, иногда замене основных преподавателей.
На территории усадьбы были также многочисленные пристройки и флигеля, где размещались канцелярия, квартиры учительского и технического персонала, баня, прачечная, сушилки, склады, погреба, конюшня и сараи. Весь институт отапливался голландскими печами и центральным водяным отоплением. Освещение производилось керосиновыми лампами, в начале 1910-х годов заменёнными электрическими.
После Октябрьской революции в здании бывшего института благородных девиц размещались: Дворец труда и просвещения, Дворец культуры железнодорожников им. Карла Либкнехта, мужская и женская средняя общеобразовательная школа, а потом средняя школа № 95. Здание пристройки с бывшей домой церковью было переделано под театр.
В настоящее время здание бывшего Саратовского мариинского института благородных девиц является объектом культурного наследия, о чём указано на памятной доске на стене здания.

### Домовая церковь

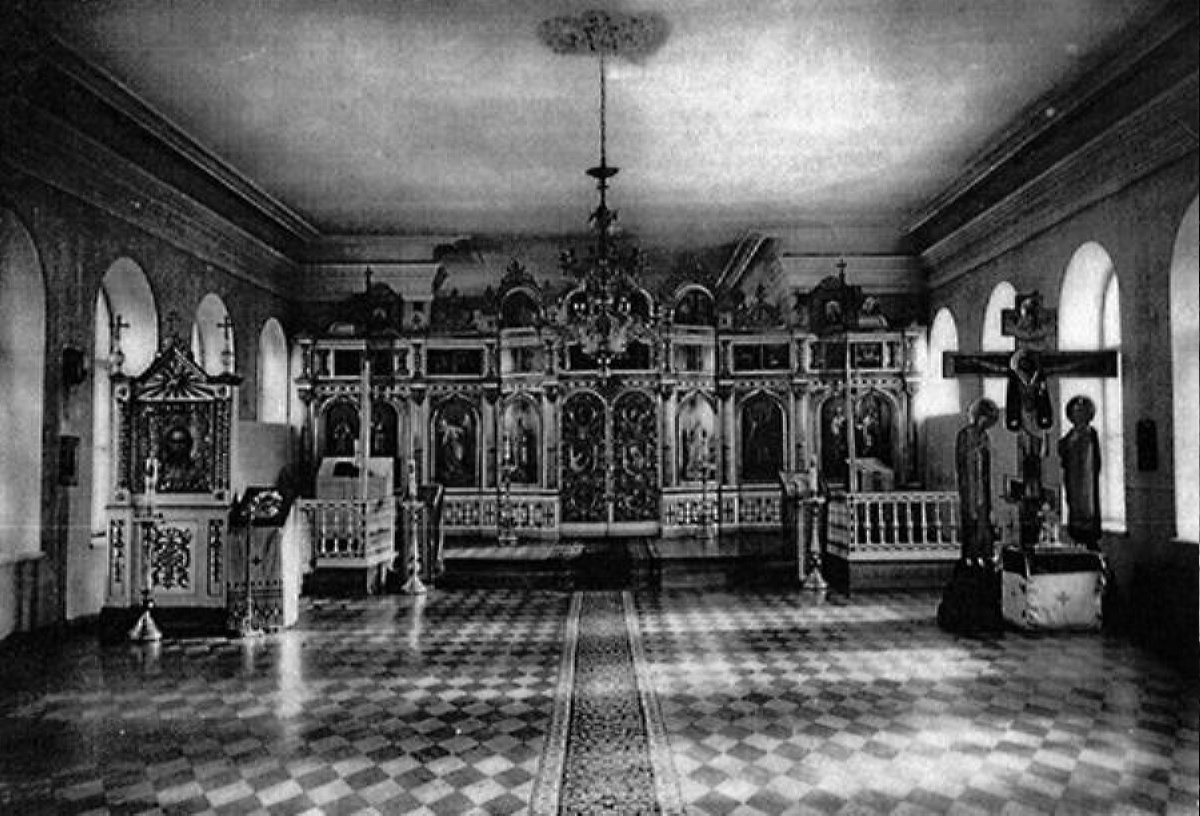
Внутреннее убранство домовой церкви

Институтская домовая церковь во имя Марии Магдалины сначала находилась в специальном помещении на третьем этаже, но в 1897 году была выполнена каменная пристройка, куда переместилась домовая церковь. Освящение новой церкви состоялось 28 сентября 1897 года преосвященным Николаем (Налимовым), епископом Саратовским и Царицынским. Новый храм, как и прежний, был посвящен Святой равноапостольной Марии Магдалине. Пастырем храма всю свою пастырскую жизнь (почти 38 лет на одном месте) прослужил протоиерей Михаил Александрович Соколов.
В 1995 году Саратовская епархия начала предпринимать шаги к возвращению здания церкви Русской православной церкви. В 2004 году состоялась передача здания в ведение епархии, первое богослужение в ней было совершено 27 февраля 2005 года. С 2005 года и по настоящее время в здании ведутся ремонтно-восстановительные работы. В октябре 2013 года был совершён чин освящения купола восстанавливающегося храма.

### Институтское поместье
Вдова провинциального секретаря Александра Филипповна Алексеева ещё 12 сентября 1878 года в своём духовном завещании определила передачу после своей смерти имения Старый Чирчим в собственность Саратовского Мариинского института, что и произошло 28 ноября 1908 года.